# Roman Shamov

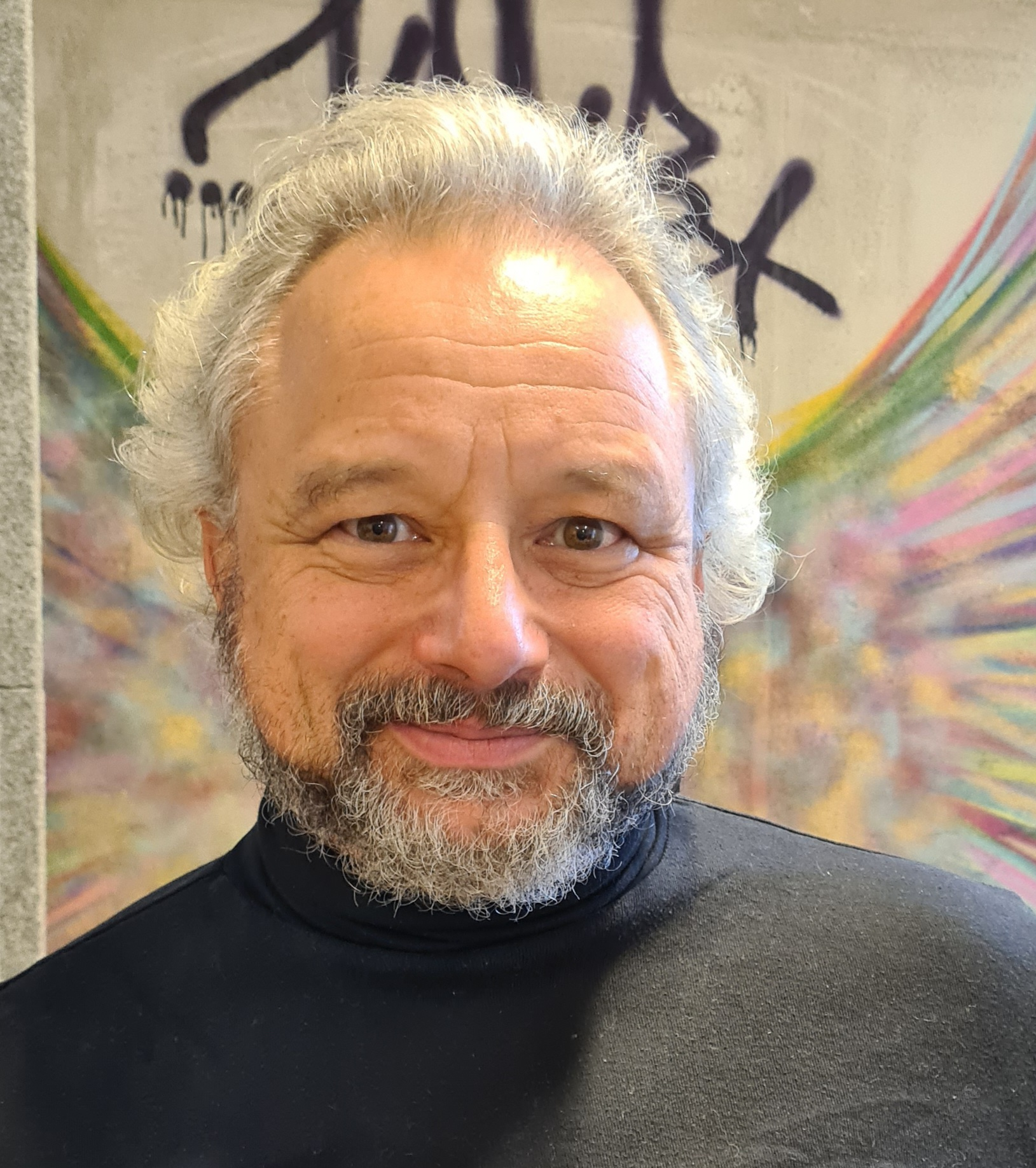
Roman Shamov 2023 in der Hörbuchmanufaktur Berlin

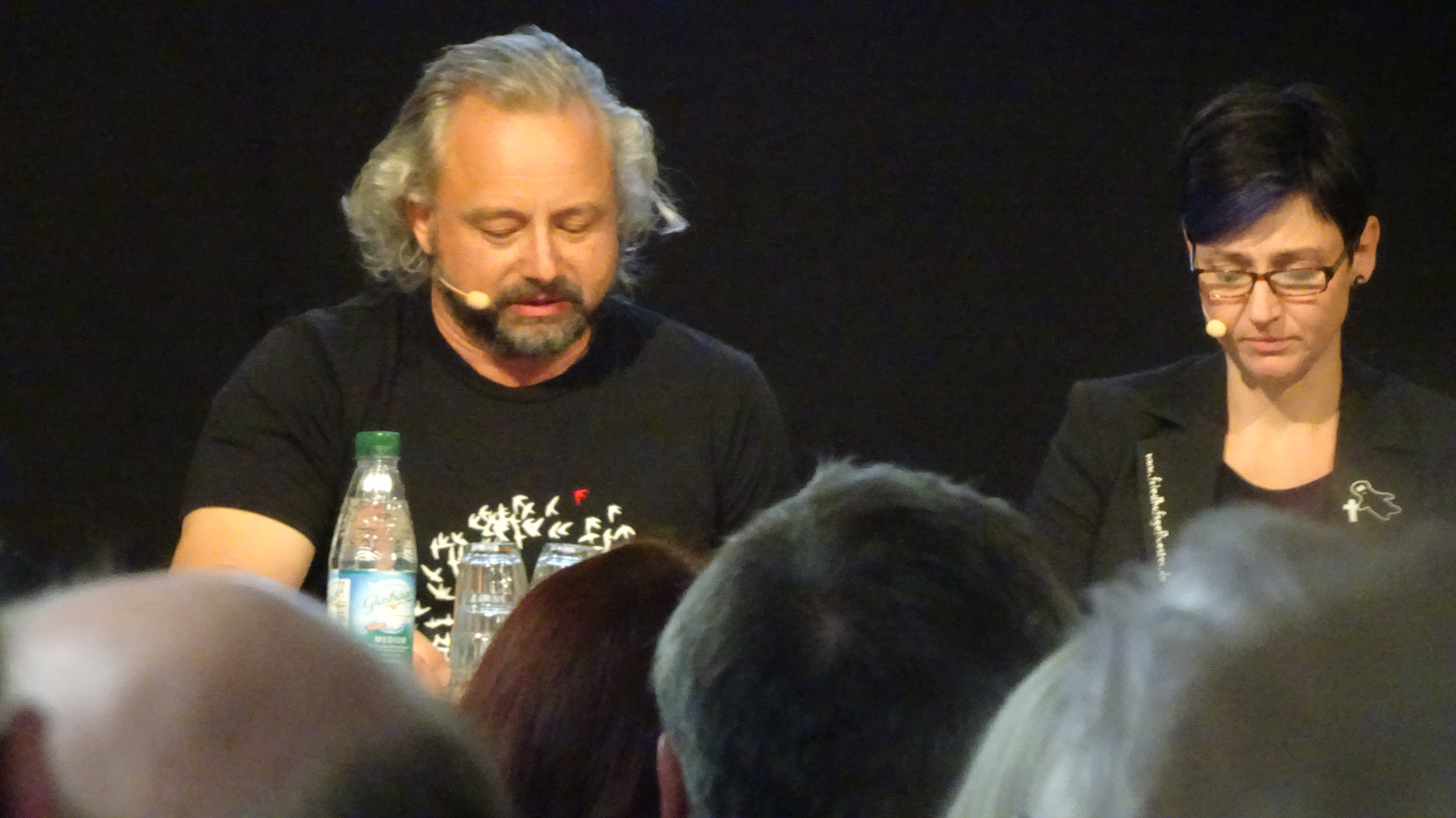
Spontane Lesung mit Dr. Anja Kretschmer beim „Scientia Mortuorum“ in Anklam, 2019

Roman Shamov (* 5. März 1968 in Ost-Berlin) ist ein deutscher Schauspieler, Sänger und Autor.

## Leben
Shamov interessierte sich bereits in seiner Jugendzeit für Schauspiel und Musik. Sein künstlerisches Talent probierte er in Schultheateraufführungen und lokalen Bühnenproduktionen aus, bevor er sich für eine professionelle Karriere als Schauspieler entschied und eine fundierte Schauspielausbildung erhielt. Es folgten Engagements zu Theaterproduktionen in Deutschland, Österreich und der Schweiz. Er spielte mehrere Jahre am Maxim-Gorki-Theater, in zahlreichen Produktionen von und mit Ades Zabel am privaten Theater Berliner Kabarett Anstalt, am Theater Chur sowie am Schlossplatztheater.
Er wirkte außerdem in zahlreichen Filmen und Fernsehfilmen wie u. a. SOKO Wismar,  Unser Charly, Polizeiruf 110, Die Rettungsflieger, Die Wache. Auch als Hörbuchsprecher machte sich Shamov einen Namen, so z. B. für Miami Weiss. Insane City von Steve Barry (erschienen im Ronin Hörverlag) oder für Ruf der Rusalka von Lewis van Allington (erschienen in der Hörbuchmanufaktur Berlin).
Bekannt wurde er auch als Mitglied der Bands The Weird Fishes und Meystersinger (mit Luci van Org) sowie als zweiter Vokalist von Rummelsnuff auf dem Album
Halt durch!, des Weiteren als legendärer Barkeeper im Berliner Techno-Club Berghain.

## Filmografie

### Filme
- 1997: Im Namen der Unschuld
- 1999: Wege in der Nacht
- 2001: Romeo
- 2001: Mein Vater, die Tunte
- 2003: Umsonst ist der Tod
- 2004: Eine unter Tausend
- 2004: Meine Tochter mein Leben
- 2005: Polizeiruf 110: Kleine Frau
- 2006: Ein Hauptgewinn für Papa
- 2008: Oury Jalloh
- 2011: Sechs auf einen Streich: Jorinde & Joringel
- 2011: Resonanz (Kurzfilm)
- 2013: White Lies
- 2013: Bela Kiss: Prologue
- 2014: Tigers
- 2016: Benni (Kurzfilm)
- 2016: Dengler: Am zwölften Tag
- 2017: Sissi ohne Franz (Kurzfilm)
- 2018: Phaedra
- 2018: Krauses Hoffnung
- 2024: Tram … wasch Dir vorm Sterben nochmal die Hände

### Serien
- 1998: Hidden
- 1999: Kill
- 2001: Neues vom Bülowbogen (1 Folge)
- 2001: Streit um Drei (1 Folge)
- 2002: Nikola (1 Folge)
- 2002: Die Rettungsflieger (1 Folge)
- 2003: Die Wache (1 Folge)
- 2003: Ein starkes Team
- 2009: Unser Charly (1 Folge)
- 2012 / 2016: Soko Wismar (2 Folgen)
- 2013: Aktenzeichen XY (1 Folge)

## Theater
- 2001: Macbeth, Theater Chur Schweiz
- 2004: Superhelden des Global Village, Maxim Girko Theater Berlin
- 2006: Totaler Luxus, Sophiensäle Berlin
- 2007: Im Dickicht der Städte, West Germany Theater Kreuzberg
- 2008: Utopia Stock Exange, Sophiensäle Berlin
- 2009–2010: Am Anfang heiß ich Ende, Theater unterm Dach Berlin
- 2010: Ein Winterabend, Theater unterm Dach Berlin
- 2011–2013: Um nichts in der Welt, Theater unterm Dach Berlin
- 2014: Expedition in die Nähe- eine Zimmerreise, Theater unterm Dach Berlin
- 2014–2015: Es wird sicherlich bald sehr still sein in mir von Lukas Linder, Theater Chur Schweiz
- 2015: Fly Edith fly, BKA Theater Berlin
- 2021: Tatort Neukölln, BKA Theater Berlin
- 2021: Big 5 – Wir befürchten das Schlimmste, Schlossplatztheater Berlin
- 2023: Die Wolkenpumpe, Schlossplatztheater Berlin

## Hörbücher (Auswahl)
- 2019: Rubel, Rotlicht und Raketenwerfer. Privatdetektiv Sven Rübels erster Fall. Von Bernd Hesse, Hörbuchmanufaktur Berlin, Spieldauer: 10 Std. 36 Min.
- 2020: Nach uns die Pinguine. Ein Weltuntergangskrimi. Von Hannes Stein, Hörbuchmanufaktur Berlin, Spieldauer: 5 Std. 51 Min.
- 2020: Der Gemüseflüsterer von Mainhattan. Detektiv Jürgen McBride. Von Leo Heller, Hörbuchmanufaktur Berlin, Spieldauer: 5 Std. 52 Min.

- 2021: Ruf der Rusalka, Die Fälle des Lewis van Allington. Band 1, von Stephan R. Bellem, Hörbuchmanufaktur Berlin, Spieldauer: 10 Std. 9 Min.
- 2022: Maske des Mondes, Die Fälle des Lewis van Allington. Band 2, von Stephan R. Bellem, Hörbuchmanufaktur Berlin, Spieldauer: 9 Std. 53 Min.
- 2022: Knochenjob! Von Sarah Adler, Hörbuchmanufaktur Berlin, Spieldauer: 8 Std. 26 Min.